# Мизери (фильм)
«Ми́зери» (англ. Misery) — американский триллер режиссёра Роба Райнера, вышедший на экраны в 1990 году. Экранизация одноимённого романа Стивена Кинга. За роль в этом фильме Кэти Бейтс получила премии «Оскар» и «Золотой глобус». Слоган: «Пол Шелдон всегда писал, чтобы заработать себе на жизнь. Теперь он пишет, чтобы остаться в живых!»

## Сюжет
Популярный писатель Пол Шелдон пребывает в Колорадо, где заканчивает очередной роман. По дороге в Лос-Анджелес он попадает в метель, и его машину сносит с дороги. Шелдона находит медсестра Энни Уилкс, которая вытаскивает его из разбитой машины и привозит в свой дом. Уилкс начинает ухаживать за Шелдоном — у него сломаны ноги и вывихнуто плечо — и обещает отвезти его в больницу после окончания снежной бури. Энни оказывается горячей поклонницей творчества Шелдона, называя себя «поклонницей номер один». Женщина узнаёт о новом романе Пола, и рада от того, что ей позволено прочитать его раньше всех.
После прочтения Энни приходит в ярость, так как узнаёт, что героиня серии романов Шелдона — Мизери — погибает. Она сообщает Полу, что никто не знает о его местоположении, и запирает дверь его комнаты. На следующее утро она предлагает Полу вернуть персонажа, написав другую историю. Пол соглашается, понимая, что его новая сиделка может запросто в гневе убить его. Пол накапливает своё обезболивающее при всяком удобном случае. Во время ужина он добавляет его в вино Энни, но затея срывается, когда та проливает бокал.
Во время очередной вылазки из своей комнаты Пол находит альбом с газетными вырезками о его исчезновении и прошлом Энни. Он обнаруживает, что она была подозреваемой в деле об убийстве детей. Энни привязывает Пола к кровати и сообщает ему, что знает о его вылазках, после чего разбивает ему ноги молотом.
Местный шериф Бастер получает известие об исчезновении писателя, находит его машину и приезжает в дом Уилкс, где обнаруживает Пола, но в этот момент его убивает Энни. Она говорит Полу, что они умрут вместе, но Пол оттягивает это событие, объясняя, что ему нужно закончить роман и вернуть Мизери к жизни. Энни знает, что, когда Пол заканчивает свой роман, он всегда выкуривает сигарету и выпивает бокал шампанского. Он предлагает ей выпить вместе с ним. Пока она отсутствует, Пол поджигает рукопись спичкой. Завязывается борьба, в которой Пол с трудом убивает Уилкс.
Проходит почти восемнадцать месяцев, Пол всё же смог ходить вновь, но теперь только с тростью. Он встречается со своим агентом в ресторане, чтобы обсудить свой первый роман из новой серии. Тот, на который его вдохновила Энни. В ресторане он видит официантку, и на мгновение ему кажется, что это Энни. Официантка представляется Полу со словами «я ваша поклонница номер один».

## В ролях
- Джеймс Каан — Пол Шелдон
- Кэти Бейтс — Энни Уилкс
- Ричард Фарнсуорт — Бастер, шериф
- Фрэнсис Стернхаген — Вирджиния, жена шерифа
- Лорен Бэколл — Марша Синделл
- Роб Райнер — пилот вертолёта
- Джей Ти Уолш — Шерман Дуглас (в титрах не указан)

## Съёмки
Роль Пола Шелдона первоначально была предложена Джеку Николсону. После некоторых раздумий Николсон решил, что вряд ли хочет ещё раз сыграть главную роль в экранизации произведения Стивена Кинга после всего того, что актёру пришлось испытать, снимаясь в главной роли в фильме Стэнли Кубрика «Сияние» (1980). Помимо Николсона, роль Пола Шелдона предлагали таким звёздам, как Дастин Хоффман, Аль Пачино, Роберт Де Ниро, Майкл Дуглас, Харрисон Форд, Роберт Редфорд, Арнольд Шварценеггер, Джин Хэкмен, Уоррен Битти, Ричард Дрейфусс, Кевин Клайн и Уильям Хёрт. Все они также отклонили предложения. Причиной отказа такого количества звёзд было то, что все они сочли роль проигрышной, неинтересной и блёклой на фоне роли Энни Уилкс.
Фильм стал последней работой Барри Зонненфельда в качестве оператора-постановщика — в дальнейшем он сам стал кинорежиссёром.
Кэти Бейтс была разочарована, когда узнала, что сцену, где она убивает молодого полицейского газонокосилкой, вырезали. Но режиссёр опасался, что публика будет над ней смеяться. На главную женскую роль рассматривалась Анжелика Хьюстон.
Коллекционное издание содержит два трейлера, комментарии режиссёра, отдельные видеоролики о создании фильма.

## Отличия от романа
В оригинальном романе Стивена Кинга новая книга Пола Шелдона называется «Быстрые автомобили» (в фильме — «Без названия»).
На съёмках фильма «Мизери» Стивен Кинг познакомился с Кэти Бейтс, которая произвела на него неизгладимое впечатление. Позже, создавая свой роман «Долорес Клейборн» (1992), Стивен Кинг писал образ заглавной героини специально под Кэти Бейтс, которая впоследствии и сыграла главную роль в экранизации романа.
Романы Пола Шелдона издавало издательство «Викинг». Это реально существующее издательство, которое в то время издавало книги самого Кинга. В фильме автомобиль Пола Шелдона, на котором он попал в аварию, — Форд Мустанг 1965 года, в книге упоминается Шевроле Камаро 1974 года. В книге, когда Пол Шелдон едет по дороге, он видит развалины отеля «Оверлук» — места, где происходит действие другого романа Стивена Кинга «Сияние». Кинокомпания «Castle Rock Entertainment» названа в честь Касл-Рока, штат Мэн, — вымышленного городка, где живут герои многих книг Кинга.

## Награды и номинации
- 1991 — премия «Оскар» лучшей актрисе (Кэти Бейтс)
- 1991 — премия «Золотой глобус» за лучшую женскую роль — драма (Кэти Бейтс)
- 1992 — пять номинаций на премию «Сатурн»: лучший фильм ужасов, лучший сценарий (Уильям Голдман), лучший актёр (Джеймс Каан), лучшая актриса (Кэти Бейтс), лучшая актриса второго плана (Фрэнсис Стернхаген)
- 2003 — Энни Уилкс в исполнении Кэти Бейтс заняла 17 место среди злодеев в списке «100 героев и злодеев» по версии Американского института киноискусства[8]

## Телесериал
Молодая медсестра Энни Уилкс, страдающая расстройством психики, является главным персонажем второго сезона телесериала «Касл-Рок» (2019). В финале сезона Энни Уилкс приходит на презентацию книги «Любовь Мизери» писателя Пола Шелдона.
Роль Энни Уилкс исполнила актриса Лиззи Каплан.
Фильм «Мизери» стал объектом пародии в эпизоде «Three Kings» мультсериала «Гриффины».